# Walt (auteur)
Pour les articles homonymes, voir Walt et Goossens.
Walter Goossens dit Walt, né le 16 septembre 1966 à Watermael-Boitsfort, dans la province de Brabant, est un scénariste et dessinateur de bande dessinée belge. Il est connu pour son travail sur la série Le Scrameustache, créée par son père.

## Biographie
Walter Goossens naît le 16 septembre 1966 à Watermael-Boitsfort, une commune bruxelloise. Il est le fils de Roland Goossens dit Gos et d'une mère française.
Walt fait une furtive mais précoce apparition — il a onze ans — dans Spirou en collaborant au court récit en 2 planches de Maurice Tillieux sur un scénario de Stephen Desberg intitulé Triste histoire d'un gars à la coule dans le no 2074 du 12 janvier 1978.
Walt s’inscrit dès l’âge de 12 ans à l’École des Arts d’Anderlecht (Bruxelles), où il suit les cours du soir pendant six ans.
En 1982 — il a seize ans — Walt se lance aux côtés de Gos dans la réalisation des planches du Scrameustache. Il commence avec La Saga de Thorgull, avec la mise à l'encre des textes et des décors ; à partir du Secret des Trolls, il rajoute à son travail précédent la finition des dessins. Dans Le Stagiaire, il réalise entièrement l'histoire courte Le Satellite fou.
À partir de l'album 19, Les Figueuleuses, il participe au scénario, aux dialogues, à la finition du dessin, tout en conservant l'encrage et le lettrage ; les synopsis originaux proviennent indifféremment de lui ou de Gos.
En revanche, il dessine seul Le Bêtisier galaxien, et reste auteur solo des albums Le Président galaxien et Tempête chez les Figueuleuses.
En 2006, Walt reprend la direction éditoriale de la collection « Paris-Bruxelles » des éditions Glénat.
Depuis une trentaine d’albums, Walt et Gos collaborent donc, comme coauteurs, de manière variable sur les albums du Scrameustache.
Walt s’occupe aussi du développement des Galaxiens seul ou sur scénario de François Gilson.
En 2019, il se tient une triple exposition intitulée Mazel, Gos et Walt à la galerie Daniel Maghen à Paris.

## Postérité
Le 15 novembre 2008, Gos et Walt ont inauguré une fresque de 50 m2 au 1314 Chaussée de Wavre, à Auderghem (région bruxelloise) chez Déco Ligot (dans le parking, à gauche, supprimée en 2020). Cette fresque fait partie du parcours BD de Bruxelles dans le cadre de l'année 2009 de la bande dessinée.

#### Livres
: document utilisé comme source pour la rédaction de cet article.
- Jean Pirotte (dir.) et Luc Courtois, Du régional à l'universel. : L'imaginaire wallon dans la bande dessinée., Louvain-la-Neuve, Fondation wallonne Pierre-Marie et Jean-François Humblet, 1999, 310 p. (ISBN 978-2-9600072-3-7 et 2960007239, OCLC 1075833932), p. 256.  lire sur Google Livres
- Jacques Fiérain, « Walt », dans La BD à Bruxelles et en Brabant, Charleroi, Éd. l'Âge d'or, avril 2003, 144 p., ill. ; 31 cm (ISBN 9782960119664 et 2960119665, OCLC 470388171, présentation en ligne), p. 141. .
- Philippe Mellot, Michel Denni, Laurent Turpin et Isabelle Morzadec, Trésors de la bande dessinée : BDM 2021-2022 - Catalogue encyclopédique et Argus, Paris, Les Arènes, novembre 2020, 22e éd., 1700 p., ill. ; 23 cm (ISBN 9791037502582, OCLC 1240308146, présentation en ligne), p. 1010. .

#### Périodiques
- Gos et Walt (interviewés par Christelle et Bertrand Pissavy-Yvernault), « Les invités : 30 ans de Scramustache », La Lettre - L'officiel de la bande dessinée, Dargaud, no 58,‎ mars - avril 2001, p. 31.
- Gos et Walt (interviewés par Sophie Flamand et Damien Perez), « Enquête : Originaux : De la poubelle au Pinacle : Vendre sa dédicace ? - Entretien avec Walt et Gos », Casemate, no 45,‎ février 2012 (ISSN 1964-504X).